# SamSam
 (août 2021).
Améliorez-le ou discutez des points à vérifier. 
Pour le film d'animation, voir SamSam (film).
SamSam est une bande dessinée adaptée en série télévisée d'animation 3D française en 91 épisodes de six à huit minutes et un long-métrage créés d'après les personnages de Serge Bloch pour Pomme d'Api (magazine des 3-7 ans du groupe Bayard Presse), adaptée par Alexandre Révérend, Didier Lejeune et réalisé par Tanguy de Kermel assisté par Astrid Scaramus. Elle a été diffusée pour la première fois à partir du 2 juillet 2007 sur France 5 dans Midi les Zouzous, et puis sur TiJi,Canal J,Gulli.
Au Québec, elle a été diffusée à partir du 15 septembre 2007 à Télé-Québec.
SamSam a été sélectionné au festival international d'Annecy à deux reprises et a remporté les TV Export Awards en 2009 (programme d'animation français le plus vendu à l'étranger).
SamSam, le film d'animation coproduit par Folivari et Studiocanal, est sorti sur grand écran le 5 février  2020, également réalisé par Tanguy de Kermel. Il a été en sélection officielle aux festivals d'Annecy, de Gérardmer et de l'Alpe d'Huez et il a remporté le prix du public au festival ANIMA de Bruxelles.
La troisième saison qui est inspirée du film d’animation est diffusée depuis le 1er novembre 2023 sur france.tv et Okoo, le 5 novembre sur France 4 et le 11 novembre 2023 sur France 5.

## Synopsis
SamSam, le plus petit des grand héros, vit avec ses parents (super-héros comme lui) sur la Samplanète. Il va à l’école, joue avec les autres enfants, se confie à sa peluche SamNounours, ou part avec lui explorer la galaxie à bord de sa SamSoucoupe. En quête d’autonomie, SamSam va grandir, d’une part en dominant ses inquiétudes qui s’incarnent en autant de monstres subjectifs (Pipiolis et Exitators), et d’autre part, en découvrant le monde et ses dangers objectifs (Marchel 1er, Crocochemar et Barbaféroce). La vie quotidienne d’un enfant transposée dans un univers fantastique et poétique.

## Fiche technique
- Réalisation : Tanguy de Kermel
- Assistante de réalisation : Astrid Scaramus
- Direction d'écriture : Alexandre Révérend (Saison 1), Didier Lejeune (Saison 2), Héloïse Capoccia et Valérie Magis (Saison 3), Jean Regnaud et Valérie Magis (Long métrage)
- Direction artistique : Éric Guillon et Tanguy de Kermel
- Musique : Ange Ghinozzi et Bruno Bertoli pour la série et Eric Neveux pour le long métrage

## Distribution

### Voix principales
- Téo Echelard (saison 1) puis Max Renaudin (saison 2) : SamSam
- Isaac Lobé-Lebel puis Emmylou Homs : SamSam (à partir de la saison 3)
- Hervé Rey (saison 1) puis Tom Trouffier (saison 2) : SamNounours (saison 1-2)
- Sébastien Desjours : SamNounours (3e voix, à partir de la saison 3)
- Claire Bouanich puis Anouk Petitgirard : SuperJulie
- Lewis Weill puis Max Brunner : Petit Pôa
- Hanaé Gand : Zouzou
- Sasha Gauzeran : Miaou
- Julien Crampon : Sumomo
- Damien Boisseau : SamPapa
- Marie-Eugénie Maréchal : SamMaman
- Barbara Delsol : Marie-Agnès (1er voix, saison 1-2)
- Magali Rosenzweig : Marie-Agnès (3e voix, à partir de la saison 3), Mamie Poâ, Kasspatte
- Frédéric Bouraly : Marchel 1er (1er voix) et Les Pipiolis (saison 1-2)
- Jérémy Prévost : Marchel 1er (2e voix, à partir de la saison 3), Kasspif, Racaille
- Philippe Spiteri : Crapouille
- Jean-François Kopf : Barbaféroce (1er voix) et Crocochemar (saison 1-2)
- Xavier Fagnon : Barbaféroce (2e voix, à partir de la saison 3), Papibouh
- Laurent Maurel : Marchientifique, PapaJulie, Lerouge

### Voix additionnelles
- David Lesser : Gluten
- Damien Ferrette puis Anouk Petitgirard : Kiki
- Raphaël Cohen : Leon
- Lucas Lejeune

Version française
- - Direction artistique : Barbara Tissier

Source : crédits de fin et RS Doublage

## Épisodes

### Saison 1 (2007-2008)
1. L’attaque des Pipiolis
2. Retour sur March
3. Crapouille devient propre
4. L’arbracarte
5. Grotesque et ridicule
6. La planète aux miroirs
7. Plus de bisous pour SamSam
8. Une dent contre les Piratroces
9. Le doudou de Barbaféroce
10. Choix pas triste
11. Les monstres s’invitent
12. L’invisible SamSam
13. Tel est pris qui croyait prendre
14. Et si on changeait d’enfant ?
15. Le Marcholéon
16. SamSam n’a pas sommeil
17. Le monstre sans nom
18. L’hôte de Cha Majechte
19. Une maîtresse de rêve
20. La planète des monstres
21. Les amis de Crapouille
22. Jeux de filles, jeux de garçons
23. Le géant de March
24. Une journée crocochemardesque
25. Perdus dans l’espace
26. Réception chez Crapouille
27. Pas de jouets pour les piratroces
28. Samatroce, le piratroce
29. Kiki voleur
30. Un piratroce à l’école
31. Une étrange Baby Sitter
32. L’invité surprise
33. L’ombre qui en dit trop
34. La honte
35. Le trésor de Barbaféroce
36. Le défi
37. Mon beau fich
38. La grande course de l’espace
39. Une gaffe galactique
40. Marchel est trop gentil
41. Les yeux carrés
42. La maison se révolte
43. Le pouvoir des filles
44. Qu’est-il arrivé à SamNounours ?
45. Le passager clandestin
46. L’espace n’est pas une poubelle
47. SuperJulie et Pipiolis
48. Super papa
49. Le mal de l'espace
50. L'enlèvement de Super Julie
51. Le nouveau métier de Crapouille
52. La grande peur de SamSam

### Saison 2 (2010-2011)
1. Mission météorite
2. Les étoiles pop
3. La Cosmeluche
4. Une partie de Maxi-planètes
5. Une pierre pour SamMaman
6. Méga Gino
7. Le rire de SamSam
8. Le trésor de Vénuf
9. Pour une poignée de bonbons
10. La grosse bêtise
11. Poichon de March !
12. Les Beurkbeurks de l'amour
13. Un pour tous, tous pour un !
14. La boite à étoiles
15. En vert et contre tous
16. Mr Georges
17. La comète de Marchel
18. La flûte brisée
19. Un remplaçant pour SamNounours
20. Le nouveau maître
21. La journée des cartes
22. Ma première étoile
23. Petit Poa ne manque pas d'air
24. Une chourche d'ennuis
25. March Mallo
26. On ne bouge plus
27. Même pas cap' !
28. La porte des héros
29. Une brillante mission
30. March TV
31. Dans la peau de Crapouille
32. SamSam n'a plus d'amis
33. Du tout cuit
34. Marchel a dit
35. Star des étoiles
36. SamSam suffit !
37. Dessine-moi un trésor
38. SamSam perd la tête
39. Danse !

### Saison 3 (2023-2024)
1. Le concours de papas
2. Le téléportasam 3000
3. Si j’étais toi
4. Samklaxon et supernounours
5. Cap ou pas cap
6. Une bouteille dans l’espace
7. Le oui à tout
8. Le tout petit ami
9. La chaussette porte-bonne-humeur
10. Les zizanos
11. Le rayon glaçouilleur de temps
12. Le petit ouin ouin
13. La maîtresse a disparu
14. Les boings-boings
15. Millepommes
16. Les pierres bizarres
17. La maladie du moi-je
18. La planète pareille
19. Le grand tri cosmique
20. Marchel n’a pas dit
21. Haute voltige
22. Les ouins-ouins migrateurs
23. Marchnaval
24. Grand froid sur la Samplanète
25. Un marchien chien
26. Les marchmallows
27. Les bêtises invisibles
28. SamSam et le super mystère
29. La lechon de Marchel
30. Le piratosaure
31. Le trésor des héros
32. La baleine de métal hantée
33. Shuper gentil
34. Le meilleur d’entre nouilles
35. Trop grand pour être petit
36. Le pufpuf
37. Sampapatatras
38. Les photos cosmi-cosmiques
39. La paresouille
40. Fantibouh
41. Un pirate à la maison
42. J'ai rétréci Marchel
43. La fête des crassouilles
44. La balle cosmique
45. Barbaminus
46. Les claquettes cosmiques
47. Le prof vient de March
48. Petit héros deviendra grand
49. Le rallye de la comète
50. Les gardiens de la samplanète
51. Hyper SamSam
52. Cosmique musique

Une troisième saison a été annoncée comme étant en cours de production le 15 juin 2023. Elle est diffusée à partir du 1 novembre 2023 sur la plateforme de france.tv puis diffusée sur France 4 à partir du 5 novembre 2023 et sur France 5 le 11 novembre 2023.

## Commentaires
Le personnage de SamSam a été créé par le dessinateur Serge Bloch pour le magazine pour enfants Pomme d'Api. La première apparition de SamSam dans Pomme d'Api date de janvier 2000.
Dans la Samplanète on y voit des lunes, des étoiles, des planètes ou des galaxies et il y a un astre qui, le jour, a l'apparence d'un soleil et, la nuit, celle d'une lune.